# Anabarilius
Genre
Anabarilius est un genre de poissons d'eau douce de la famille des Cyprinidae. 

## Liste des espèces
Selon FishBase (14 avril 2017) :
- Anabarilius alburnops (Regan, 1914)
- Anabarilius andersoni (Regan, 1904)
- Anabarilius brevianalis Zhou & Cui, 1992
- Anabarilius duoyiheensis Li, Mao & Lu, 2002
- Anabarilius goldenlineus Li & Chen, 1995
- Anabarilius grahami (Regan, 1908)
- Anabarilius liui
  - sous-espèce Anabarilius liui chenghaiensis He, 1984
  - sous-espèce Anabarilius liui liui (Chang, 1944)
  - sous-espèce Anabarilius liui yalongensis Li & Chen, 2003
  - sous-espèce Anabarilius liui yiliangensis He & Liu, 1983
- Anabarilius longicaudatus Chen, 1986
- Anabarilius macrolepis Yih & Wu, 1964
- Anabarilius maculatus Chen & Chu, 1980
- Anabarilius paucirastellus Yue & He, 1988
- Anabarilius polylepis (Regan, 1904)
- Anabarilius qiluensis Chen & Chu, 1980
- Anabarilius qionghaiensis Chen, 1986
- Anabarilius songmingensis Chen & Chu, 1980
- Anabarilius transmontanus (Nichols, 1925)
- Anabarilius xundianensis He, 1984
- Anabarilius yangzonensis Chen & Chu, 1980